# Апрозь
Апрозь, Апрозі (рум. Aprozi) — село у повіті Келераш в Румунії. Адміністративно підпорядковане місту Будешть.
Село розташоване на відстані 37 км на південний схід від Бухареста, 66 км на захід від Келераші.

## Населення
За даними перепису населення 2002 року у селі проживали 1248 осіб. Усі жителі села рідною мовою назвали румунську.
Національний склад населення села:
| Національність | Кількість осіб | Відсоток |
| -------------- | -------------- | -------- |
| румуни         | 1089           | 87,3%    |
| цигани         | 159            | 12,7%    |